# Hélio Seixo de Brito
Hélio Seixo de Brito (Goiás, 07 de novembro de 1909  — Goiânia, Goiás,  01 de julho de 2007) foi um médico e político brasileiro.

## Biografia
Fez sua carreira pelo estado de Goiás, tendo sido prefeito de Goiânia, deputado estadual em Goiás e Secretário de Estado da  Educação e Saúde, gov. Coimbra Bueno, 1947-1951, a principal estação de Tratamento de Esgoto (ETE), leva seu nome, Dr. Hélio Seixo de Brito, responsável pelo atendimento a mais de 75% dos consumidores da cidade de Goiânia.